# Josep Olivet i Legares
Josep Olivet i Legares (* 1887 in Olot; † 1956 in Barcelona) war ein katalanischer Maler, der in der Tradition der Schule von Olot stand.

## Leben und Werk
Josep Olivet i Legares studierte an der Kunstschule in Olot und 1911 bis 1912 an der Acadèmia Galí in Barcelona. Später setzte er seine Studien in Rom am Regio Instituto de Belle Arti und Madrid bei José María López Mezquita fort.
Josep Olivet i Legares nahm an der Nationalausstellung 1915 in Madrid teil und hatte 1916 eine Einzelausstellung in der Faianç Català in Barcelona. Ab dann verkaufte er seine Bilder auf jährlichen Ausstellungen in Olot und Barcelona. Josep Olivet i Legares gilt in Katalonien als herausragender Landschaftsmaler. Seine Arbeiten sind durch beste Technik und durch einen einzigartigen Charme der Leidenschaft und des Gefühls ausgezeichnet. Er entwickelte die Landschaftsmalereischule von Olot in einer Linie von Enric Galwey in großem Farbenreichtum und großer Farbenfrohheit weiter. Diese Traditionslinie nahm dann auch Vicenç Solé i Jorba kreativ auf.